# Giovan Battista Lanini
Giovan Battista Lanini detto Mugnaino (Cetica, 1788 circa – ...) è stato un fantino italiano.
Vinse una volta il Palio di Siena, in occasione del proprio esordio in Piazza del Campo.

## Carriera
Noto anche come Capretto, dal natìo Casentino si trasferì a Grosseto, dove svolse il mestiere di mugnaio.
Subì una condanna per furto che, come accertato per merito delle ricerche dello storico del Palio Orlando Papei, stava sicuramente scontando allorché nell'ottobre 1811 fu citato come testimone in un procedimento giudiziario.
Mugnaino vinse al debutto in Piazza del Campo a Siena, in occasione del Palio del 18 agosto 1822, vestendo il giubbetto della Torre.
In groppa al baio scuro di Stanislao Pagliai (il cavallo più vittorioso, con nove successi, nella storia del Palio), Mugnaino fu per buona parte della carriera terzo, dietro a Valdimontone e Pantera. 
Assistevano a quel Palio il granduca Ferdinando III di Toscana, la consorte Maria Ferdinanda di Sassonia e due dei figli che il sovrano aveva avuto dalla prima moglie Luisa Maria Amalia (tra cui il futuro granduca Leopoldo II): i regnanti furono sistemati presso il terrazzo del Casino dei Nobili, davanti al quale era stata eccezionalmente fissata la fine della carriera, anziché, come di consueto, presso il Palco dei Giudici.
Per errore, il mortaretto fu scoppiato non appena Valdimontone e Pantera giunsero proprio davanti al Palco dei Giudici, ragion per cui i due fantini, rispettivamente Brandino e Serafinaccio, rallentarono, convinti che la carriera fosse terminata. Mugnaino ne approfittò per superarli in dirittura d'arrivo e, malgrado le proteste delle altre due contrade, fu proprio il granduca a decretare la vittoria della Torre. Anzi, il sovrano, in occasione del giro della vittoria effettuato dalla contrada di Salicotto il 20 agosto seguente, volle personalmente omaggiare Mugnaino con un premio in denaro.
Per ragioni non note, la carriera di Mugnaino si chiuse già l'anno seguente, dopo aver corso a luglio per l'Aquila e ad agosto per la Lupa.

## Presenze al Palio di Siena
Le vittorie sono evidenziate ed indicate in neretto.
| Palio          | Contrada | Cavallo                  | Note   |
| -------------- | -------- | ------------------------ | ------ |
| 18 agosto 1822 | Torre    | Baio scuro di S. Pagliai |        |
| 2 luglio 1823  | Aquila   | Morello di E. Barbetti   | scosso |
| 17 agosto 1823 | Lupa     | Baio di S. Pagliai       |        |